# Карабинная удавка
Караби́нная уда́вка — узел, который применяют в спортивном туризме для закрепления альпинистской верёвки за дерево для создания навесной переправы. Позволяет после переправы продёрнуть верёвку на расстоянии, потянув за репшнур, завязанный на карабине. Также применяют в спелеотуризме, промальпе.

## Способ завязывания
1. Завязать восьмёрку на конце альпинистской верёвки с карабином[4][5].
2. Обнести верёвкой дерево (достаточно крупного диаметра) и прощёлкнуть в карабин (расположенный муфтой вверх).
3. Замуфтовать карабин.
4. Завязать вспомогательную верёвку за другой карабин, встёгнутый в петлю восьмёрки.
5. Продёрнуть верёвку после переправы, ослабив натяжение при помощи вытягивания карабина вспомогательной верёвкой.

## Признаки
Плюсы
- Узел — прост
- Быстро завязывать
- Позволяет продёрнуть верёвку после переправы[6]

Минусы
- Карабин — необходим
- Дополнительная вспомогательная верёвка — необходима
- Особые требования к опоре (опора должна быть круглой, необходимого диаметра)
- Малый диаметр опоры может привести к излому карабина[7]
- Опора с гранями может повредить карабин
- Карабин, расположенный муфтой вниз может быть повреждён опорой
- Производители карабинов не предусматривают подобное использование

## Применение
В туризме
- Для создания навесной переправы